# Пропавший отряд
«Пропавший отряд» (англ. Lost Command) — кинофильм 1966 года, реж. Марк Робсон, снят по роману французского журналиста и бывшего солдата Жана Лартеги «Центурионы».

## Сюжет
Фильм о французских парашютистах, переживших поражение Франции в Юго-Восточной Азии и отправленных в раздираемый повстанцами Алжир. Энтони Куинн — в роли грубого, невежественного полковника-баска, сумевшего сделать карьеру только в условиях ужасов колониальной войны в Индокитае, когда кастовость французского офицерства потеряла свое значение. Ален Делон — в роли тонкого, тихого, но весьма результативного помощника, капитана с историческим образованием, который в конце концов оставляет военную службу, так как война становится бессмысленной. Роне играет жестокого и коварного садиста, но именно на него всегда можно положиться в бою…

## В ролях
- Энтони Куинн — полковник Распеги
- Ален Делон — историк капитан Эсклавье
- Джордж Сигал — Махиди
- Мишель Морган
- Морис Роне
- Клаудия Кардинале — сестра Махиди Айша
- Бёрт Куок — вьетнамский офицер
- Альдо Самбрель — Ибрагим